# Čardačine
Čardačine su naseljeno mjesto u sastavu Grada Bijeljine, Republika Srpska, BiH.

## Stanovništvo
| Čardačine          |              |
| godina popisa      | 1991.        |
| Srbi               | 363 (98,10%) |
| Muslimani          | 1 (0,27%)    |
| Hrvati             | 1 (0,27%)    |
| Jugoslaveni        | 3 (0,81%)    |
| ostali i nepoznato | 2 (0,54%)    |
| ukupno             | 370          |